# Panulirus polyphagus
Panulirus polyphagus е вид десетоного от семейство Palinuridae. Видът не е застрашен от изчезване.

## Разпространение и местообитание
Разпространен е в Австралия (Западна Австралия и Северна територия), Виетнам, Индия, Индонезия, Пакистан, Папуа Нова Гвинея и Филипини.
Обитава крайбрежията на заливи и коралови рифове. Среща се на дълбочина от 26 до 122 m, при температура на водата около 21,2 °C и соленост 36,2 ‰.